# Hester Street
Hester Street (en español: Calle Hester) es una calle en el Lower East Side del borough neoyorquino de Manhattan. Se extiende desde Essex Street hasta Centre Street, con una interrupción entre Chrystie Street y Forsyth Street por el Parque Sara Delano Roosevelt. También hay una discontinuidad en Allen Street, que fue hecha el 2009 con la reconstrucción del Allen Street Mall. En la esquina con Centre Street, la vía que forma Hester Street se traslada unos 30 metros al norte y se empieza a llamar Howard Street hasta su finalización en Mercer Street. 
Históricamente fue uno de los puntos centrales de la cultura de los inmigrantes judíos asquenazís, más recientemente ha sido absorbido por el barrio chino aunque aún se encuentran ahí algunas tiendas kosher y de propiedad de judíos.

## Historia

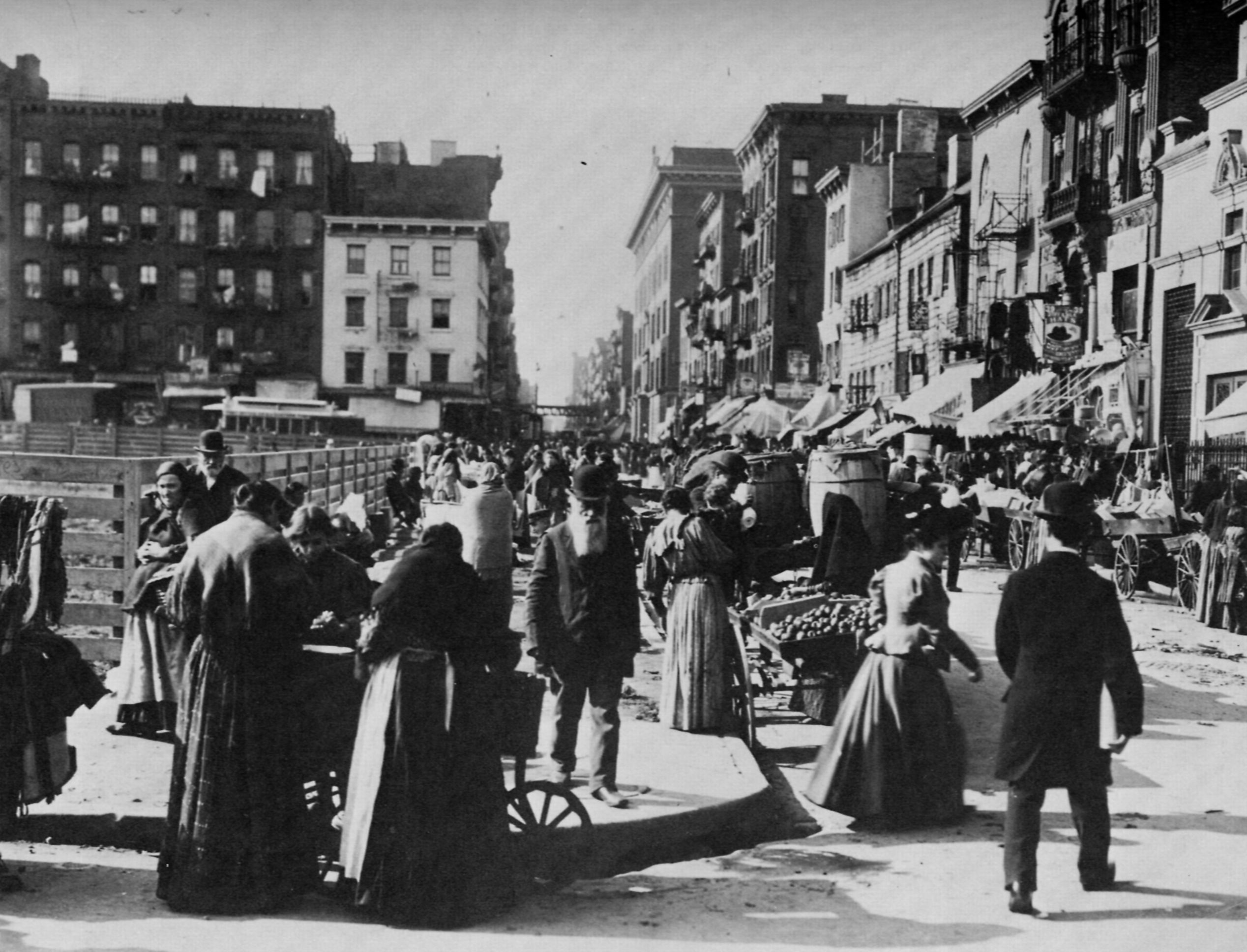
Vista al oeste desde Norfolk Street alrededor de 1898.

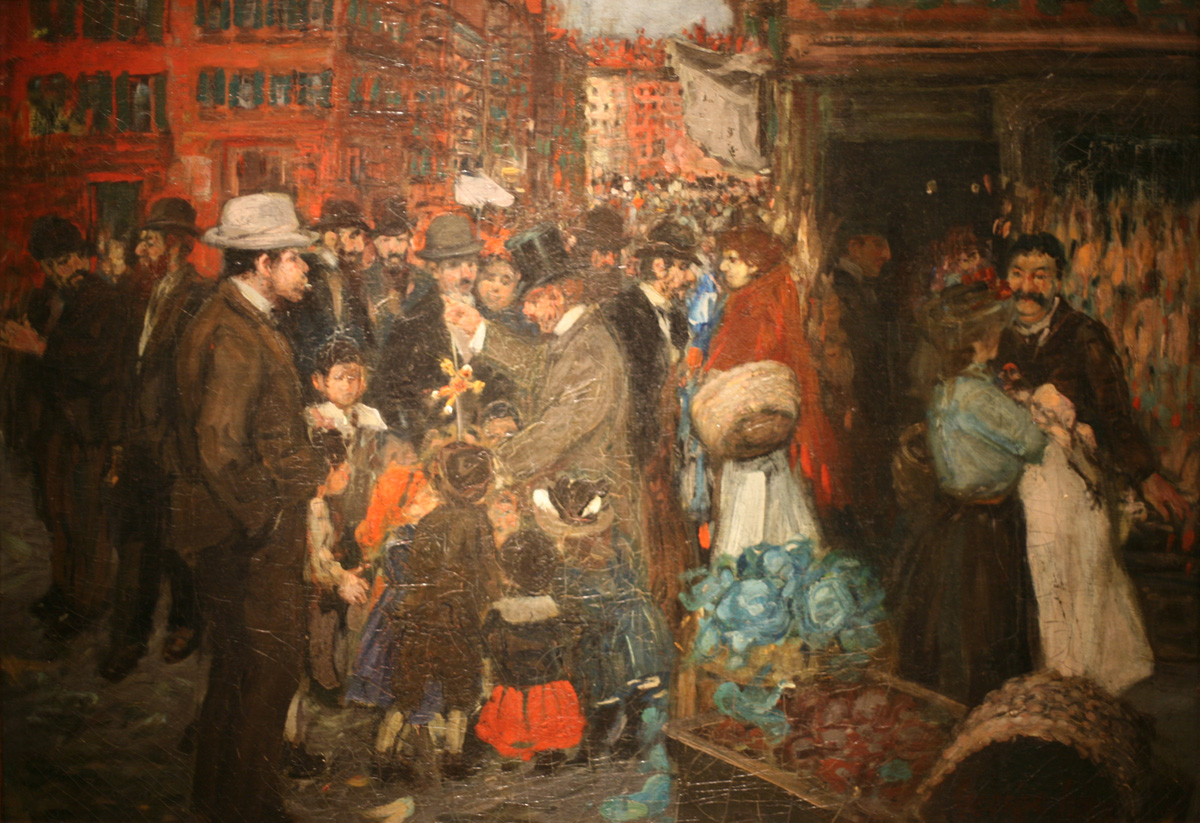
Escena callejera por George Benjamin Luks, 1905 Brooklyn Museum.

Hester Street fue nombrada en honor de Hester Leisler, la hija de Elsje Tymens y el ininsurgente Jacob Leisler, quien fue quemada en la hoguera. A través de su madre, ella estaba emparentada a importantes familias neerlandeses del valle de Hudson, incluyendo a los Bayards y los Van Cortlandts. Se casó con Barent Rynders, Jr, un comerciante neoyorquino, in 1696. Ella fue la tatarabuela de Gouverneur Morris, un padre fundador de los Estados Unidos.
En noviembre de 1851, la junta de concejales de la Ciudad de Nueva York votó en favor de remover un poste de la libertad en la esquina de Hester Street y Division Street. La Franklin Building Association llevó a cabo su segundo encuentro mensual en Washington Hall, el 3 de diciembre de 1851. El edificio estaba ubicado en la esquina con Bowery. El 15 de abril de 1912, un investigador reportó que un salón en Hester Street tenía tres internas (prostitutas) que esperaban atender a los clientes.
El edificio en 70 Hester Street fue el lugar de la primera sinagoga rumano-estadounidense entre 1881 y 1902, luego de lo cual se mudó una corta distancia hasta Rivington Street, donde se mantuvo hasta un incendio del 2006.

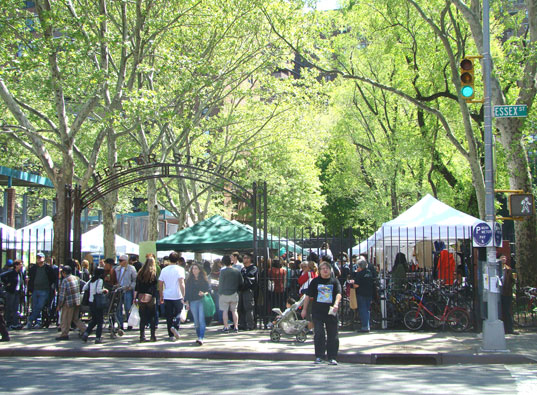
La feria de Hester Street en una típica tarde de fin de semana.

Al extremo este de Hester Street, un mercado al aire libro llamado la "Feria de Hester Street" se lleva a cabo actualmente los fines de semana entre abril y octubre. . El mercado se encuentra en una parcela de terreno propiedad de la Seward Park Co-op y es administrado por el corresponsal de MTV News SuChin Pak, su hermano Suhyun Pak, Adam Zeller, y Ron Castellano.

## En la cultura popular
Hester Street se presenta en la novela de 1896 de Abraham Cahan Yekl: A Tale of the New York Ghetto, y es el título de la película de época de 1974 Hester Street, adaptada de la novela de Cahan.
La calle es mencionada en la primera estrofa del poema de 1918 de Lola Ridge, "The Ghetto":

Cool, inaccessible air
Is floating in velvety blackness shot with steel-blue lights,
But no breath stirs the heat
Leaning its ponderous bulk upon the Ghetto
And most on Hester street...

El primer capítulo de la novela de 1925, ‘’Bread Givers’’ de la autora judío-estadounidense Anzia Yezierska se llama “Hester Street”. La novela cuenta la historia de una niña creciendo en un hogar judío inmigrante en el Lower East Side de Nueva York en los años 1920.
Al Stewart menciona Hester Street cp,p árte de la experiencia inmigrante en su canción "Murmansk Run/Ellis Island" de su álbum de 1980 24 Carrots:

Well you wake up in the morning on Hester Street and run to the factory, You can't afford to be late
Working every morning, every evening, every day for your money, Yet there's nothing to save

## Residentes notables
El escultor Jacob Epstein fue criado en el 102 Hester Street. 